# Медијастинум
Медијастинум, средогруђе медијастинална шупљина (лат. mediastinus - средина, синоними mediastinal cavity, cavum mediastinale) је висцерални одељак грудне дупље. Он потпуно раздваја две плеуралне шупљине тако што се поставља  уздужно између њих у средњем сагиталном положају.
Медијастинум се пружа одозго-надоле од горњег грудног (торакалног) отвора до пречаге (дијафрагме), напред-назад (антеропостериорно) од грудне кости до тела грудних пршљенова и бочно од унутрашње плућне марамице (плеуре) суседних плеуралних шупљина.
Главни медијастинални садржај су срце, једњак, трахеја, грудни нерви и системски крвни судови (артерије и вене).
Медијастинитис је запаљење структура унутар медијастинума.

## Анатомија
Медијастинум   је део грудног коша омеђен  грудном кости напред, кичменим стубом позади, и са десне и леве стране медијастиналном марамицом. 
Горња граница је медијастинална раван грудног коша, а доња дијафрагма или пречага.
Медиастинум се дели на горњи и доњи део.  Граница између њих је попречна раван која повезује предњи угао грудне кости (напред)  и међупршљенски диск  између 4 и 5 грудног пршљена и  одваја горњи од доњег медијастинума. На крајевима, бочне границе су медијастиналне површине париеталне плеуре са сваке стране. 

### Горњи медијастинум
У горњем делу  медијастинума (лат. mediаstinum superior) који је непосредно иза тела грудне кости смештени су многи органи, крвни судови и нерви:
- грудна жлезда (тимус)
- душник (трахеја)
- једњак (езофагус)
- аортни лук
- брахиоцефалично стабло
- лева заједничка каротидна артерија
- лева субклавијална артерија
- унутрашње грудне артерије
- горња шупља вена
- горња лева међуребарна (интеркостална) вена
- брахиоцефалична вена
- френични нерв
- вагусни нерви
- лева рекурентна ларингеална грана левог вагусног нерва
- канал грудног коша
- лимфни чворови и лимфни судови
- друге мале артерије, вене и нерви

### Доњи медијастинум
Доњи медијастинум (лат. mediastinum inferior),  који се налази иза тела и наставка грудне кости,  протеже од доње границе горњег медијастинума до дијафрагме. Предњим и задњим листом срчане кесе (перикард) подељено на три дела: предњи, средњи и задњи медијастинум или средогруђе.
Предње средогруђе - је простор који се налази између грудне кости и предњег листа срчане кесе. У њему се налазе:  
- доњи део грудне жлезде (тимуса) или њени заостаци,
- оскудна група лимфних чворова,
- предње везе срчане кесе,
- растресито везивно ткиво.
- доњи део тимуса
- медијастиналне гране унутрашњих грудних крвних судова
- стерноперикардијални лигаменти

Средње средогруђе - део је који се налази између предњег и задњег листа срчане кесе. У њему се налазе:  
- срце обмотано срчаном кесом,
- велики крвни судови базе срца ( асцендентна аорта, плућне вене, горња шупља вена, доња шупља вена)
- бифуркација душника и главни бронхи.

Задње средогруђе -   део је који се налази иза задњег листа срчане кесе и испред грудног дела кичменог стуба, почев од петог грудног пршљена наниже. У њему се налазе: 
- грудни део аорте,
- једњак,
- десни и леви живац луталица  (нервус вагус),
- вене азигос и хемиазигос,
- грудни лимфни канал,
- симпатичко стабло.

### Нова класификација медијастиналних одељака
Недавно је група специјалиста за торакалну хирургију, дијагностичко снимање, онкологију и патологију развила нову класификацију за медијастиналне одељке. Ова класификација обједињује више различитих класификација које користе различите медицинске специјалности, олакшавајући комуникацију између њих.
Ова нова класификација је заснована на сликама попречног пресека и дели медијастинум на три одељка (преваскуларни, висцерални и паравертебрални), од којих су сви омеђени у горњем делу торакалним улазом и инфериорно дијафрагмом, а бочно ограничени паријеталном медијастиналном плеуром.

#### Преваскуларни одељак
Преваскуларни одељак је ограничен напред и позади задњом површином грудне кости и предњим делом перикарда. Његово име потиче од чињенице да овај одељак лежи испред главних крвних судова медијастинума (узлазне аорте и њених грана, горње шупље вене и плућних крвних судова). Његов примарни садржај су тимус и лева брахиоцефална вена.

#### Висцерални одељак
Постериорно од преваскуларног одељка лежи висцерални одељак који је са задње стране ограничен вертикалном линијом која повезује тачку на сваком телу грудног пршљена, 1 цм иза његове предње границе. Садржи душник, једњак, срце, узлазну и десцендентну аорту, заједно са луком аорте и њеним гранама, горњом шупљом веном, плућним артеријама и торакалним каналом.

#### Паравертебрални одељак
Паравертебрални одељак је задњи део чије су постеролатералне границе формиране вертикалном линијом на задњој ивици зида грудног коша и на бочној ивици грудне кичме. Његов главни садржај су торакална кичма, паравертебрална мека ткива, симпатички трункус и азигос/хемиазигос венски систем.

## Клинички значај

### Туморски процеси
Медијастинум је често место у телу које захватају различити туморски ппроцеси који су према одељцима у медијастинуму:
- Предњи медијастинум: субстерналне тироидне струме, лимфом, тимом и тератом.

- Средњи медијастинум: лимфаденопатија, метастатска болест као што је карцином малих ћелија из плућа.

- Задњи медијастинум: Неурогени тумори, било из нервног омотача (углавном бенигни) или негде другде (углавном малигни).

### Запаљења
Медијастинитис је запаљење ткива у медијастинуму, обично бактеријско порекла које углавнон настаје услед руптуре органа у медијастинуму. Пошто инфекција може да напредује веома брзо, ово је озбиљно стање.

### Пнеумомедијастинум
Пнеумомедијастинум је присуство ваздуха у медијастинуму, што у неким случајевима може довести до пнеумоторакса, пнеумоперитонеума и пнеумперикарда ако се не лечи адекватно. 
Међутим, то се не дешава увек и понекад су та стања заправо узрок, а не резултат пнеумомедијастинума.
Ова стања често прате спонтану руптуру једњака.

### Проширења медијастинума
Проширени медијастинум/медијастинално проширење је патолошко стање у медијастинуму које има ширину већу од 6 цм на усправном ПА рендгенском снимку грудног коша или 8 цм на предње-задњем снимку грудног коша у лежећем положају.
Проширени медијастинум може указивати на неколико патолошких стања:
- анеуризма аорте,[7]
- дисекција аорте,[8]
- одвијање аорте,
- руптура аорте,
- хиларна лимфаденопатија,
- Анеуризма грудне аортеудисање антракса – проширени медијастинум је пронађен код 7 од првих 10 жртава заражених антраксом   2001. године.[9]
- руптура једњака - обично се манифестује пнеумомедијастинумом и плеуралним изливом. Дијагностикује се прогутаним контрастом растворљивим у води.
- медијастинална маса
- медијастинитис
- тампонада срца,[10]
- перикардни излив
- преломи грудних пршљенова код пацијената са траумом.